# Loricaria ferruginea
Loricaria ferruginea là một loài thực vật có hoa trong họ Cúc. Loài này được (Ruiz & Pav.) Wedd. mô tả khoa học đầu tiên năm 1855.